# Albosseira
Albosseira (francès: Alboussière) és un municipi francès situat al departament de l'Ardecha i a la regió d'Alvèrnia-Roine-Alps. L'any 2020 tenia 998 habitants.

## Demografia
El 2007 la població de fet d'Alboussière era de 890 persones. Hi havia 520 habitatges, 359  habitatges principal, 132 segones residències i 30 desocupats. 452 eren cases i 60 eren apartaments.

### Habitatges
El 2007 Dels 359 habitatges principals, 256 estaven ocupats pels seus propietaris, 94 estaven llogats i ocupats pels llogaters i 9 estaven cedits a títol gratuït; 2 tenien una cambra, 30 en tenien dues, 68 en tenien tres, 102 en tenien quatre i 157 en tenien cinc o més. 273 habitatges disposaven pel capbaix d'una plaça de pàrquing. A 160 habitatges hi havia un automòbil i a 163 n'hi havia dos o més.

## Economia
El 2007 la població en edat de treballar era de 505 persones, 391 eren actives i 114 eren inactives.
Dels 54 establiments que hi havia el 2007, hi havia dues empreses alimentàries, sis empreses de fabricació de productes industrials, 14 empreses de construcció, 13 empreses de comerç i reparació d'automòbils, 4 empreses de transport, 3 empreses d'hostatgeria i restauració, 3 empreses de serveis, 5 entitats de l'administració pública i 4 empreses diverses.
L'any 2000 hi havia 34 explotacions agrícoles que conreaven un total de 817 hectàrees.
Té una escola elemental.